# JASSPA
JASSPA est un éditeur de texte de la famille Emacs. C'est un logiciel libre distribué sous la licence GNU GPL.

## Historique
Les premiers développements JASSPA débutent à partir de la version 3.8 de MicroEmacs réalisée par Daniel M. Lawrence en 1988. Cette version fut à l'origine portée sur une machine Motorola MVME147 UNIX comme une alternativve à vi. Un problème de fiabilité a dès lors motivé le développement de JASSPA.
L'activité du projet est très intense depuis fin 2009, avec trois réalisations en septembre, octobre et décembre 2009.